# El largo río de las almas
El largo río de las almas (título original inglés Long Bright River) es una miniserie policiaca estadounidense de carácter dramático basada en la novela homónima de gran éxito en 2020 de la escritora Liz Moore. Está protagonizada por las actrices Amanda Seyfried y Ashleigh Cummings. En Estados Unidos, se emitió a través de la plataforma de contenidos Peacock a partir del 13 de marzo de 2025.

El proyecto ha contado con Liz Moore como encargada de la adaptación de su novela a la televisión, la actriz Amanda Seyfried que además de protagonista ha colaborado como productora ejecutiva y Nikki Toscano que ha ejercido como ‘showrunner’ (autora-productora) de la serie.

## Sinopsis
Una agente de la policía de Filadelfia está encargada de patrullar el barrio de Kensington donde se ha criado y que se encuentra devastado por la crisis de opioides. En el barrio se empiezan a cometer asesinatos de chicas jóvenes y adictas. Ella que lleva años distanciada de su hermana por su adicción a las drogas, teme por la vida de ella, que ha desaparecido.